# Konstantyna (cesarzowa bizantyńska)
Konstantyna (ur. ok. 560, zm. ok. 605) – cesarzowa bizantyńska, żona Maurycjusza. 

## Życiorys
Była córką cesarza Tyberiusza II Konstantyna. Jesienią 582 roku odbył się jej ślub z  Maurycjuszem. Jej losy po upadku męża nie są znane.
Małżeństwo miało dziewięcioro dzieci:
- Teodozjusz (ur. 4 sierpnia 583/585, zm. po 27 listopada 602) współcesarz od 26 marca 590.
- Tyberiusz (zm. 27 listopada 602)
- Petrus (zm. 27 listopada 602)
- Paweł (zm. 27 listopada 602)
- Justyn (zm. 27 listopada 602)
- Justynian (zm. 27 listopada 602)
- Anastazja
- Teoktysta
- Kleopatra